# Lorenzo Del Pinto
Lorenzo Del Pinto (L'Aquila, 17 giugno 1990) è un calciatore italiano, centrocampista dell'Aquila.

## Biografia
Nato all'Aquila e originario di Scoppito, piccolo centro in provincia dell'Aquila, è il figlio di Luciano Del Pinto, centrocampista dell'Aquila tra il 1978 e il 1983. È soprannominato «ju lupe» (in dialetto aquilano "il lupo").

## Caratteristiche tecniche
È un centrocampista centrale, che può arretrare il suo raggio d'azione, giocando sulla linea difensiva, è dotato di una buona corsa discreta tecnica, ed ottima precisione nei passaggi.

## Carriera

### Club

#### Inizi
Inizia a giocare a calcio nelle giovanili dell'Amiternina, passando in seguito al Val di Sangro. Qui debutta tra i professionisti, giocando 5 gare in C2, la prima a 17 anni, il 25 novembre 2007, alla quindicesima di campionato, in trasferta contro il Melfi, sfida persa 2-1. Chiude al 15º posto, perdendo i play-out con la Scafatese, ma venendo ripescato in Lega Pro Seconda Divisione per ampliamento organici. La stagione successiva gioca nel Pescara, dove non riesce però a trovare presenze in prima squadra, che arriva dodicesima in Lega Pro Prima Divisione.

#### Fano e Renato Curi Angolana
Nella stagione 2009-2010 scende in Seconda Divisione, al Fano, con cui esordisce il 20 settembre 2009, nello 0-0 esterno della quinta di campionato sul campo del Celano. In 11 presenze segna una rete, nel 2-0 in trasferta con la Colligiana del 20 dicembre in Seconda Divisione. Termina 4º, perdendo la semifinale play-off con il Gubbio, poi promosso in Lega Pro Prima Divisione. L'annata successiva la gioca in Serie D, alla R.C. Angolana, dove è titolare e gioca 30 partite, chiudendo 6º ad un punto dai play-off.

#### Chieti
Ritorna in Seconda Divisione nell'estate 2011, passando al Chieti. Debutta il 4 settembre, alla prima di campionato,
vinta per 1-0 in casa contro il Milazzo. Segna il primo gol il 25 marzo 2012, nel 2-1 casalingo sulla Paganese in Seconda Divisione. In entrambe le stagioni arriva 4º, prima perdendo in finale play-off con la Paganese, poi in semifinale con L’Aquila. Termina l'avventura in neroverde con un totale di 75 presenze e 5 reti.

#### L'Aquila
A luglio 2013 ritorna nella sua città natale, con L’Aquila, che aveva sconfitto un mese prima il suo Chieti in semifinale play-off di Seconda Divisione, conquistando poi la promozione in Prima Divisione. Fa il suo esordio il 4 agosto, nel 1º turno di Coppa Italia, giocando titolare nella gara persa per 1-0 sul campo del Frosinone. La prima in campionato la gioca invece il 1º settembre, alla prima giornata, giocando tutta la gara pareggiata per 0-0 in casa contro il Prato. Segna per la prima volta in rossoblu il 13 ottobre, realizzando al 32' la rete decisiva nell'1-0 interno contro il Grosseto in Prima Divisione.
Nel 2013 Del Pinto vince inoltre il «Pallone d'oro abruzzese», premio organizzato dal quotidiano Il Centro destinato al miglior calciatore dei club della regione. In due stagioni gioca 65 volte segnando 9 gol, ottenendo con la sua squadra un 5º posto la prima stagione, con eliminazione nel turno preliminare dei play-off per mano del Pisa, e un 7º la seconda.

#### Benevento
Rescisso il contratto con i rossoblù, nell'estate 2015 si trasferisce al Benevento, rimanendo in Lega Pro. Debutta il 2 agosto, nel 1º turno di Coppa Italia, giocando titolare nella sconfitta casalinga per 1-0 contro il Tuttocuoio. Gioca la prima in campionato alla seconda giornata, il 13 settembre, partendo dal 1' nel pareggio per 1-1 sul campo della Lupa Castelli Romani. Segna il primo gol il 13 dicembre, realizzando il 2-1 definitivo al 62' nel successo interno sul Martina in Lega Pro. La prima stagione ottiene 35 presenze e 2 gol, vincendo il girone C di Lega Pro, ottenendo così la prima promozione di sempre in Serie B dei sanniti.
Debutta tra i cadetti alla prima di campionato, il 27 agosto 2016, giocando titolare nel successo casalingo per 2-0 sulla SPAL. Gioca 32 volte nella sua seconda stagione in giallorosso, arrivando 5º e qualificandosi ai play-off, dove arriva in finale, vinta contro il Carpi. Il Benevento ottiene così la sua prima promozione in Serie A e Del Pinto è premiato come «Miglior giocatore rivelazione» del torneo agli Italian Sport Awards.
L'esordio in massima serie avviene il 20 agosto 2017, quando è schierato dal 1' nella sconfitta per 2-1 sul campo della Sampdoria.
Terminata la stagione con la retrocessione, rimane al Benevento altri due anni e mezzo, senza trovare molto spazio e ottenendo un'altra promozione.
Nel 2020-2021 viene inizialmente messo fuori lista dal club, salvo poi essere reintegrato il 4 dicembre 2020. Gioca la sua ultima partita coi sanniti il 9 gennaio 2021 nella sconfitta per 1-4 contro l'Atalanta, subentrando nel finale.

#### Reggiana
Il 14 gennaio 2021 viene ceduto alla Reggiana.

#### Ritorno a L'Aquila
Il 12 luglio 2023 fa ritorno dopo otto anni a casa, firmando per l'Aquila in Serie D.

## Statistiche

### Presenze e reti nei club
Statistiche aggiornate al 4 maggio 2025.
| Stagione         | Squadra          | Campionato       | Campionato | Campionato | Coppe nazionali | Coppe nazionali | Coppe nazionali | Coppe continentali | Coppe continentali | Coppe continentali | Altre coppe | Altre coppe | Altre coppe | Totale | Totale | Totale |
| Stagione         | Squadra          | Comp             | Pres       | Reti       | Comp            | Pres            | Reti            | Comp               | Pres               | Reti               | Comp        | Pres        | Reti        | Pres   | Reti   |        |
| ---------------- | ---------------- | ---------------- | ---------- | ---------- | --------------- | --------------- | --------------- | ------------------ | ------------------ | ------------------ | ----------- | ----------- | ----------- | ------ | ------ | ------ |
| 2007-2008        | Val di Sangro    | C2               | 5          | 0          | CI-C            | 0               | 0               | -                  | -                  | -                  | -           | -           | -           | 5      | 0      |        |
| 2008-2009        | Pescara          | 1D               | 0          | 0          | CI+CI-LP        | 0               | 0               | -                  | -                  | -                  | -           | -           | -           | 0      | 0      |        |
| 2009-2010        | Fano             | 2D               | 11         | 1          | CI+CI-LP        | 0               | 0               | -                  | -                  | -                  | -           | -           | -           | 11     | 1      |        |
| 2010-2011        | R.C. Angolana    | D                | 30         | 0          | CI-D            | 0               | 0               | -                  | -                  | -                  | -           | -           | -           | 30     | 0      |        |
| 2011-2012        | Chieti           | 2D               | 36+4       | 1+1        | CI-LP           | 0               | 0               | -                  | -                  | -                  | -           | -           | -           | 40     | 2      |        |
| 2012-2013        | Chieti           | 2D               | 31+2       | 3+0        | CI+CI-LP        | 2+0             | 0               | -                  | -                  | -                  | -           | -           | -           | 35     | 3      |        |
| Totale Chieti    | Totale Chieti    | Totale Chieti    | 67+6       | 5          |                 | 2               | 0               |                    | -                  | -                  |             | -           | -           | 75     | 5      |        |
| 2013-2014        | L’Aquila         | 1D               | 28+1       | 6+0        | CI+CI-LP        | 1+0             | 0               | -                  | -                  | -                  | -           | -           | -           | 30     | 6      |        |
| 2014-2015        | L’Aquila         | LP               | 32         | 2          | CI+CI-LP        | 3+0             | 1+0             | -                  | -                  | -                  | -           | -           | -           | 35     | 3      |        |
| 2015-2016        | Benevento        | LP               | 31         | 2          | CI+CI-LP        | 1+1             | 0               | -                  | -                  | -                  | SC-LP       | 2           | 0           | 35     | 2      |        |
| 2016-2017        | Benevento        | B                | 29+2       | 0          | CI              | 1               | 0               | -                  | -                  | -                  | -           | -           | -           | 32     | 0      |        |
| 2017-2018        | Benevento        | A                | 15         | 0          | CI              | 1               | 0               | -                  | -                  | -                  | -           | -           | -           | 16     | 0      |        |
| 2018-2019        | Benevento        | B                | 17         | 0          | CI              | 2               | 0               | -                  | -                  | -                  | -           | -           | -           | 19     | 0      |        |
| 2019-2020        | Benevento        | B                | 18         | 0          | CI              | 0               | 0               | -                  | -                  | -                  | -           | -           | -           | 18     | 0      |        |
| 2020- gen. 2021  | Benevento        | A                | 1          | 0          | CI              | 0               | 0               | -                  | -                  | -                  | -           | -           | -           | 1      | 0      |        |
| Totale Benevento | Totale Benevento | Totale Benevento | 111+2      | 2          |                 | 6               | 0               |                    | -                  | -                  |             | 2           | 0           | 121    | 2      |        |
| gen.-giu. 2021   | Reggiana         | B                | 14         | 0          | CI              | 0               | 0               | -                  | -                  | -                  | -           | -           | -           | 14     | 0      |        |
| 2021-2022        | Reggiana         | C                | 4          | 0          | CI-C            | 1               | 0               | -                  | -                  | -                  | -           | -           | -           | 5      | 0      |        |
| Totale Reggiana  | Totale Reggiana  | Totale Reggiana  | 18         | 0          |                 | 1               | 0               |                    | -                  | -                  |             | -           | -           | 19     | 0      |        |
| 2022-2023        | Potenza          | C                | 31+2       | 1          | CI-C            | 1               | 0               | -                  | -                  | -                  | -           | -           | -           | 34     | 1      |        |
| 2023-2024        | L’Aquila         | D                | 33+2       | 1          | CI-D            | 1               | 0               | -                  | -                  | -                  | -           | -           | -           | 36     | 1      |        |
| 2024-2025        | L’Aquila         | D                | 32+1       | 3          | CI-D            | 1               | 0               | -                  | -                  | -                  | -           | -           | -           | 34     | 3      |        |
| Totale L'Aquila  | Totale L'Aquila  | Totale L'Aquila  | 125+4      | 12         |                 | 6               | 1               |                    | -                  | -                  |             | -           | -           | 135    | 13     |        |
| Totale carriera  | Totale carriera  | Totale carriera  | 398+14     | 21         |                 | 16              | 1               |                    | -                  | -                  |             | 2           | 0           | 430    | 22     |        |

## Palmarès

### Club

#### Competizioni nazionali
- Lega Pro: 1

Benevento: 2015-2016 (girone C)
- Campionato italiano di Serie B: 1

Benevento: 2019-2020